# Ярош, Отакар
О́такар Я́рош (чеш. Otakar Jaroš; 19 июля [1 августа] 1912 год — 8 марта 1943 года) — участник Великой Отечественной войны, командир роты 1-го Чехословацкого пехотного батальона, первый иностранец, удостоенный звания Герой Советского Союза, капитан.

## Биография
Родился в городе Лоуни в Австро-Венгрии (ныне в Устецком крае Чехии) в семье паровозного кочегара. По национальности чех.
Окончил Пражский электротехнический техникум, в 1933 году поступил в школу унтер-офицеров в Трнаве, а в 1937 году — в военное училище в городе Границе-на-Мораве в Северной Моравии. В 1939 году после захвата Чехословакии нацистской Германией эмигрировал в Польшу, а с началом Второй мировой войны в Советский Союз.
В феврале 1942 года в Бузулуке из числа чехословацких патриотов стал формироваться 1-й чехословацкий батальон. Отакар Ярош был назначен командиром 1-й роты этого батальона. 30 января 1943 года батальон был отправлен на фронт и включён в состав 25-й гвардейской стрелковой дивизии Воронежского фронта.
8 марта 1943 года батальон принял первый бой с немецко-фашистскими войсками у села Соколово Змиёвского района Харьковской области. В 13 часов около 60 танков и несколько бронетранспортёров противника атаковали село. В ходе боя бойцы роты Отакара Яроша подбили 19 танков и 6 бронетранспортёров с автоматчиками. Было уничтожено около 300 солдат и офицеров противника. В ходе боя сам Ярош был дважды ранен, но продолжал командовать ротой и вести огонь по наступающему противнику. В ходе боя Ярош сорвал с пояса связку гранат и бросился к прорвавшемуся немецкому танку. Очередью танкового пулемёта он был убит, но танк, наехав на тело Яроша, подорвался на гранатах.
Указом Президиума Верховного Совета СССР «О присвоении звания Героя Советского Союза надпоручику Ярошу Откару Францевичу» от 17 апреля 1943 года за «образцовое выполнение боевых заданий командования на фронте борьбы с немецкими захватчиками и проявленные при этом отвагу и геройство» удостоен посмертно звания Героя Советского Союза. Стал первым иностранным гражданином, которому была присвоена эта советская государственная награда.
После боя надпоручику Отакару Ярошу было посмертно присвоено звание капитан.

## Награды
- орден Ленина;

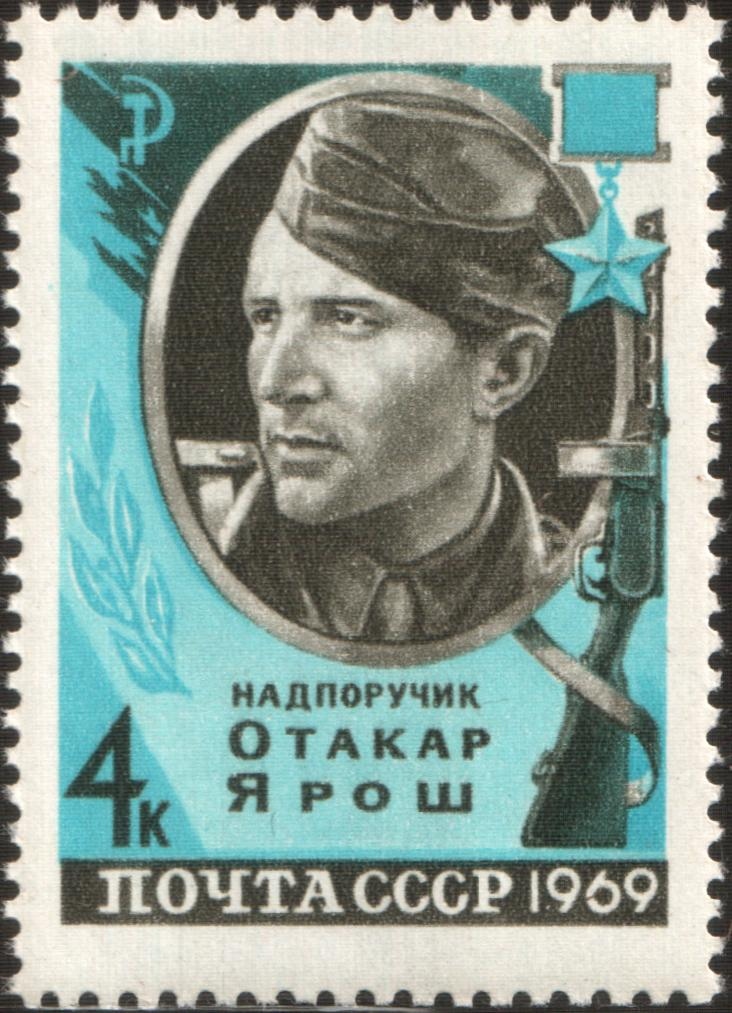
Марка СССР, 1969 год

- орден Белого льва «За победу» 1-й степени.

## Память
- В Праге именем капитана Яроша названа одна из набережных[8].
- Именем Героя названы улицы в Бузулуке, Харькове, Полтаве, Днепропетровске, Карловых Варах.
- Имя Героя носит средняя школа в селе Соколово, средняя школа № 1 города Суздаля, Россия.
- В городе Мельник в Чехии установлены памятник и мемориальная доска Герою. Снятая после падения коммунистической власти доска, была восстановлена 1 августа 2012 года.
- В Харькове в Общественной галерее «Обереги музыкальной Харковщины» хранится партитура симфонической поэмы Г. Цицалюка «Отакар Ярош».
- В городе Усти-над-Лабем памятник и улица капитана Яроша.
- В Пльзене есть улица капитана Яроша.

Памятная табличка на углу дома по улице Отакара Яроша. Харьков.
Она же с другой стороны.